# Toppzeichen

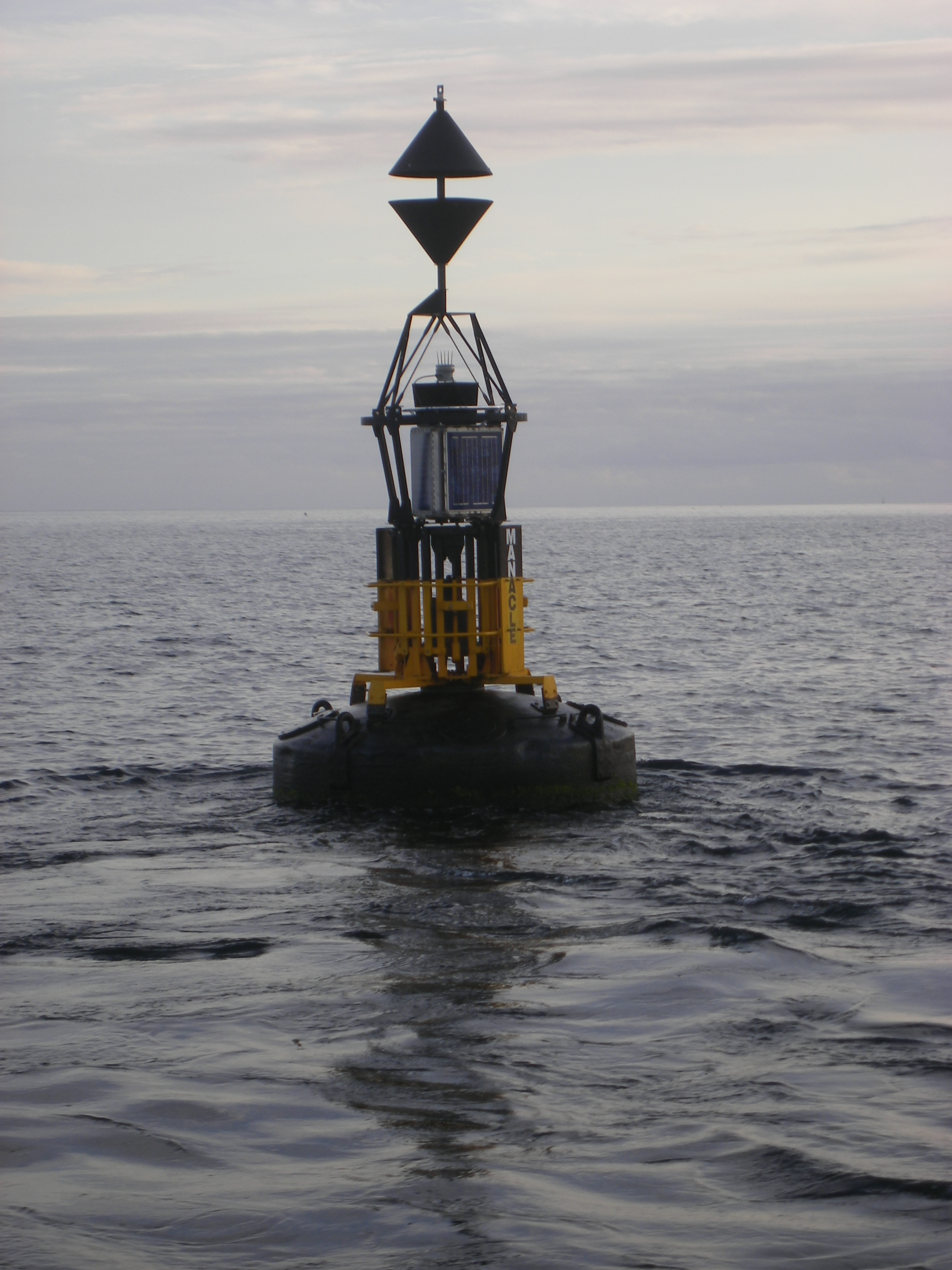
Doppelkegel als Toppzeichen einer Kardinaltonne vor Falmouth, England: Bei schlechter Sicht sind Toppzeichen oft leichter auszumachen als farbliche Kennzeichnungen

Ein Toppzeichen ist eine Markierung, die oben an einem Seezeichen angebracht ist. Ein Toppzeichen hat in der Regel die Form eines Rotationskörpers oder zumindest eines doppelt symmetrischen Körpers, damit es aus allen Richtungen in gleicher Weise erkannt werden kann.
Toppzeichen weisen meist auf eine besondere Bedeutung des Seezeichens (z. B. Bezeichnung einer Einzelgefahrenstelle) hin; sie finden hauptsächlich für die Seitenbezeichnung von Fahrwassern (Lateralsystem) sowie für die Richtungsbezeichnung von Gefahrenstellen (Kardinalsystem) Verwendung. Toppzeichen können aber auch allgemein die Unterscheidung von Seezeichen unterstützen, wenn nur einige von ihnen Toppzeichen tragen.
Formen von Toppzeichen:
- Zylinder (bezeichnet die einlaufend linke Seite eines Fahrwassers, siehe Lateralsystem)
- Kegel  (nach oben gerichteter Kegel: bezeichnet die einlaufend rechte Seite eines Fahrwassers, siehe Lateralsystem)
- Doppelkegel (nach oben oder unten gerichtete Kegel in unterschiedlichen Kombinationen: Richtungsbezeichnung im Kardinalsystem)
- Doppelkugel (einzelne Gefahrenstelle)
- Kugel (Mitte-Fahrwasser-Zeichen)
- Liegendes Kreuz (Sonderzeichen)
- Stehendes Kreuz (Notfall-Wracktonne)